# Copa do Nordeste 1998
La Copa do Nordeste 1998 è stata la 3ª edizione della Copa do Nordeste.

## Partecipanti
| Stato               | Squadra (Città)                        |
| ------------------- | -------------------------------------- |
| Alagoas             | CRB (Maceió)                           |
| Alagoas             | CSA (Maceió)                           |
| Bahia               | Bahia (Salvador)                       |
| Bahia               | Fluminense de Feira (Feira de Santana) |
| Bahia               | Vitória (Salvador)                     |
| Ceará               | Ceará (Fortaleza)                      |
| Ceará               | Fortaleza (Fortaleza)                  |
| Paraíba             | Botafogo-PB (João Pessoa)              |
| Paraíba             | Treze (Campina Grande)                 |
| Pernambuco          | Náutico (Recife)                       |
| Pernambuco          | Santa Cruz (Recife)                    |
| Pernambuco          | Sport Recife (Recife)                  |
| Rio Grande do Norte | ABC (Natal)                            |
| Rio Grande do Norte | América-RN (Natal)                     |
| Sergipe             | Confiança (Aracaju)                    |
| Sergipe             | Sergipe (Aracaju)                      |

## Formato
Il torneo si disputa in due fasi a gironi. Nella prima fase, composta da quattro gironi da quattro squadre ciascuna, passano il turno le prime due classificate. La successiva fase a gironi, composta da due gruppi da quattro squadre, la superano le due squadre prime classificate, che si giocheranno poi il titolo in un doppio scontro. La vincente del trofeo, prenderà parte alla Coppa CONMEBOL 1998.

## Prima fase

### Gruppo A
| Pos. | Squadra   | Pt | G | V | N | P | GF | GS | DR |
| ---- | --------- | -- | - | - | - | - | -- | -- | -- |
| 1    | Bahia     | 12 | 6 | 4 | 0 | 2 | 9  | 3  | +6 |
| 2    | Ceará     | 11 | 6 | 3 | 2 | 1 | 11 | 8  | +3 |
| 3    | CSA       | 7  | 6 | 2 | 1 | 3 | 11 | 13 | -2 |
| 4    | Confiança | 4  | 6 | 1 | 1 | 4 | 6  | 13 | -7 |

### Gruppo B
| Pos. | Squadra    | Pt | G | V | N | P | GF | GS | DR  |
| ---- | ---------- | -- | - | - | - | - | -- | -- | --- |
| 1    | Santa Cruz | 12 | 6 | 4 | 0 | 2 | 13 | 8  | +5  |
| 2    | Vitória    | 10 | 6 | 3 | 1 | 2 | 19 | 7  | +12 |
| 3    | CRB        | 7  | 6 | 2 | 1 | 3 | 5  | 14 | -9  |
| 4    | Sergipe    | 5  | 6 | 1 | 2 | 3 | 4  | 12 | -8  |

### Gruppo C
| Pos. | Squadra             | Pt | G | V | N | P | GF | GS | DR  |
| ---- | ------------------- | -- | - | - | - | - | -- | -- | --- |
| 1    | Botafogo-PB         | 13 | 6 | 4 | 1 | 1 | 10 | 6  | +4  |
| 2    | América-RN          | 10 | 6 | 3 | 1 | 2 | 11 | 7  | +7  |
| 3    | Fluminense de Feira | 10 | 6 | 3 | 1 | 2 | 7  | 5  | +2  |
| 4    | Náutico             | 1  | 6 | 0 | 1 | 5 | 2  | 12 | -10 |

### Gruppo D
| Pos. | Squadra      | Pt | G | V | N | P | GF | GS | DR  |
| ---- | ------------ | -- | - | - | - | - | -- | -- | --- |
| 1    | ABC          | 13 | 6 | 4 | 1 | 1 | 11 | 6  | +5  |
| 2    | Fortaleza    | 11 | 6 | 3 | 2 | 1 | 9  | 5  | +4  |
| 3    | Sport Recife | 10 | 6 | 3 | 1 | 2 | 17 | 7  | +10 |
| 4    | Treze        | 0  | 6 | 0 | 0 | 6 | 5  | 24 | -19 |

## Seconda fase

### Gruppo E
| Pos. | Squadra     | Pt | G | V | N | P | GF | GS | DR  |
| ---- | ----------- | -- | - | - | - | - | -- | -- | --- |
| 1    | Vitória     | 13 | 6 | 4 | 1 | 1 | 12 | 5  | +7  |
| 2    | Bahia       | 11 | 6 | 3 | 2 | 1 | 17 | 10 | +7  |
| 3    | Botafogo-PB | 10 | 6 | 3 | 1 | 2 | 11 | 7  | +4  |
| 4    | Fortaleza   | 0  | 6 | 0 | 0 | 6 | 4  | 22 | -18 |

### Gruppo F
| Pos. | Squadra    | Pt | G | V | N | P | GF | GS | DR |
| ---- | ---------- | -- | - | - | - | - | -- | -- | -- |
| 1    | América-RN | 15 | 6 | 5 | 0 | 1 | 14 | 5  | +9 |
| 2    | Santa Cruz | 10 | 6 | 3 | 1 | 2 | 8  | 9  | -1 |
| 3    | Ceará      | 7  | 6 | 2 | 1 | 3 | 5  | 6  | -1 |
| 4    | ABC        | 2  | 6 | 0 | 2 | 4 | 5  | 12 | -7 |

## Finale
| Squadra 1 | Totale | Squadra 2  | Andata | Ritorno |
| --------- | ------ | ---------- | ------ | ------- |
| Vitória   | 3 – 4  | América-RN | 2 – 1  | 1 – 3   |